# Jean Louis Cabanis
Jean Louis Cabanis (Berlino, 8 marzo 1816 – Berlino, 20 febbraio 1906) è stato un ornitologo tedesco, fondatore nel 1893 del Journal fur Ornithologie e direttore del Museo dell'Università di Berlino.
Editore della rivista per 40 anni, fu poi sostituito dal suo discepolo Anton Reichenow.
| Cabanis è l'abbreviazione standard utilizzata per le specie animali descritte da Jean Louis Cabanis. Categoria:Taxa classificati da Jean Louis Cabanis |